# Marcos (football, 1979)
Pour les articles homonymes, voir Marcos.
Marcos dos Santos, dit Marcos, est un joueur de football italo-brésilien, né à Salto le 29 août 1979, qui a évolué au poste d'attaquant.
Il commence sa carrière professionnelle en 1999 au Guarani Futebol Clube puis au Sertãozinho Futebol Clube, au Brésil. Il rejoint ensuite la Tunisie et le Club athlétique bizertin en 2004 puis l'Espérance sportive de Tunis en 2005. Il est transféré en 2006 au Berner Sport Club Young Boys où il participe à la Ligue Europa. Prêté à l'AC Ajaccio en 2007 puis au RC Strasbourg en 2008 (clubs alors en Ligue 2), il rejoint en 2010 le club de Troyes où il est élu meilleur joueur de Ligue 2 lors de sa première année et où il termine sa carrière professionnelle en 2014.

## Biographie
Marcos Roberto Pereira dos Santos commence sa carrière de footballeur professionnel dans le club brésilien Guarani Futebol Clube, en 1999. Après trois années au Guarani, il rejoint le Sertãozinho Futebol Clube dans lequel il reste deux ans. Il poursuit sa carrière en Tunisie, au Club athlétique bizertin dont il termine meilleur buteur sur la saison 2004-2005. À la fin de sa première saison avec le CA Bizertin, Marcos est transféré à l'Espérance sportive de Tunis,. Avec le club de la capitale, il réalise le doublé coupe de Tunisie - championnat de Tunisie lors de la saison 2005-2006. Pourtant engagé deux ans et demie dans le club de la capitale, il est transféré au Berner Sport Club Young Boys. Il joue son premier match de championnat en juillet 2006, face au Attraktives Remis. Avec le club suisse, Marcos découvre la Ligue Europa et marque deux buts dans la compétition, face à l'Olympique de Marseille notamment.
Lors de la saison 2007-2008, Marcos est prêté à l'Athletic Club ajaccien, qui évolue en deuxième division française. Après trente-six matchs et neuf buts en Ligue 2, Marcos rejoint en prêt un autre club de Ligue 2, le Racing Club de Strasbourg Alsace. Après une année supplémentaire difficile à Strasbourg, il retrouve son ancien entraîneur Jean-Marc Furlan à l'Espérance sportive Troyes Aube Champagne. Sa première saison avec l'ESTAC est prometteuse. Il reçoit notamment le titre RTL-UNFP de meilleur joueur du mois de septembre en Ligue 2. Buteur à neuf reprises lors de cette saison, Marcos se maintient en Ligue 2. La saison suivante, son bilan s'améliore puisqu'il marque à 12 reprises dont 9 fois sur penalty, aidant ainsi son club de monter en Ligue 1. Lors de la saison 2012-2013, Marcos est moins prolifique, puisqu'il ne marque que 3 buts en première division, dont le but victorieux face à l'OM en mars 2013. Relégué en Ligue 2, Marcos ne marque que quatre buts avec l'ESTAC, avant de quitter le club français. Il prend ensuite sa retraite professionnelle.  

## Carrière
| Saison      | Club             | Pays   | Championnat       | Championnat | Championnat | Championnat  | Championnat  | Coupes nationales | Coupes nationales | Compétition(s) continentale(s) | Compétition(s) continentale(s) | Compétition(s) continentale(s) |
| Saison      | Club             | Pays   | Division          | Matchs      | Buts        | Cartons      | Cartons      | Matchs            | Buts              | Compétition                    | Matchs                         | Buts                           |
| ----------- | ---------------- | ------ | ----------------- | ----------- | ----------- | ------------ | ------------ | ----------------- | ----------------- | ------------------------------ | ------------------------------ | ------------------------------ |
| Saison      | Club             | Pays   | Division          | Matchs      | Buts        | Carton jaune | Carton rouge | Matchs            | Buts              | Compétition                    | Matchs                         | Buts                           |
| 2006 - 2007 | Young Boys Berne | Suisse | Axpo Super League | 27          | 7           | 2            | 0            | -                 | -                 | C3                             | 4                              | 2                              |
| 2007 - 2008 | AC Ajaccio       | France | Ligue 2           | 36          | 9           | 2            | 0            | 3                 | 0                 | -                              | -                              | -                              |
| 2008 - 2009 | RC Strasbourg    | France | Ligue 2           | 29          | 5           | 3            | 0            | -                 | -                 | -                              | -                              | -                              |
| 2009 - 2010 | RC Strasbourg    | France | Ligue 2           | 11          | 0           | 0            | 0            | 2                 | 0                 | -                              | -                              | -                              |
| 2010 - 2011 | ES Troyes AC     | France | Ligue 2           | 33          | 9           | 3            | 0            | 4                 | 3                 | -                              | -                              | -                              |
| 2011 - 2012 | ES Troyes AC     | France | Ligue 2           | 37          | 12          | 2            | 0            | 5                 | 3                 | -                              | -                              | -                              |
| 2012 - 2013 | ES Troyes AC     | France | Ligue 1           | 33          | 3           | 4            | 0            | 7                 | 1                 | -                              | -                              | -                              |
| 2013 - 2014 | ES Troyes AC     | France | Ligue 2           | 20          | 4           | 0            | 0            | 6                 | 3                 | -                              | -                              | -                              |

## Palmarès et distinctions personnelles

### Palmarès
Espérance sportive de Tunis
- Championnat de Tunisie
  - Champion : 2006
- Coupe de Tunisie
  - Vainqueur : 2006

### Distinctions personnelles
- Trophée RTL-UNFP du joueur du mois de Ligue 2 : obtenu en septembre 2010 avec l'ESTAC